# Пираты кровавой реки
«Пираты кровавой реки» (англ. The Pirates of Blood River) — приключенческий художественный фильм, снятый в Великобритании режиссёром Джоном Джиллингом в 1962 году.

## Сюжет
Капитан пиратов ЛаРош (Кристофер Ли) уверен, что захваченный морскими разбойниками юный гугенот Джонатан Стендинг (Кервин Мэтьюз), знает где в его деревне спрятаны некие сокровища, и хочет, чтобы юноша привёл его к ним. Но сам Джонатан даже не догадывается о том, что настоящее сокровище деревни — статуя его дедушки, которая на самом деле сделана из чистого золота.

## В ролях
- Кервин Мэтьюз — Джонатан Стендинг
- Гленн Корбетт —  Генри
- Кристофер Ли —  Капитан ЛаРош
- Десмонд Ллевелин —  Том Блекфорн
- Оливер Рид —  Брокейр, пират
- Питер Арне —  Хенч, пират
- Майкл Риппер —  Мак, пират
- Марла Ланди —  Бесс Стендинг
- Лорейн Клевес —  Марта Блекторн
- Эндрю Кейр —  Джейсон Стендинг
- Дэвид Лодж —  Смит
- Деннис Ватерман —  Тимоти Блекторн
- Джек Стюарт —  Годфри Мейсон
- Джеролд Веллс —  начальник исправительной колонии